# Dusona simillima
Dusona simillima là một loài tò vò trong họ Ichneumonidae.